# Abramová
Abramová es un municipio del distrito de Turčianske Teplice en la región de Žilina, Eslovaquia, con una población estimada a final del año 2017 de 175 habitantes. 
Se encuentra ubicado al suroeste de la región, cerca del curso alto del río Váh (cuenca hidrográfica del Danubio) y de la frontera con las regiones de Banská Bystrica y Trenčín.

## Demografía
| Año        | 1994 | 2004    | 2014     | 2024    |
| ---------- | ---- | ------- | -------- | ------- |
| Población  | 144  | 154     | 191      | 194     |
| Diferencia |      | +6,94 % | +24,02 % | +1,57 % |

| Año        | 2023 | 2024    |
| ---------- | ---- | ------- |
| Población  | 190  | 194     |
| Diferencia |      | +2,10 % |